# Virgin Islands National Park
Virgin Islands National Park er en nationalpark der blev oprettet den 2. august 1956, som den 29. i USA, og dækker et areal på 59 km². Nationalparken dækker cirka 60 procent af øen St. Jan i de Amerikanske Jomfruøer. Hassel Island uden for Charlotte Amalie og nogle mindre områder på St. Thomas indgår også i nationalparken. Nationalparkens område på St. Jan blev givet i gave af Laurence Rockefeller.
Nationalparken har årligt 725.000 besøgende. Trunk Bay er en af de mest kendte stande i nationalparken.

## Biosfærereservat
I 1976 anerkendte UNESCO nationalparken som et biosfærereservat.

## Eksterne links
- Officielle hjemmeside (engelsk)

- Wikimedia Commons har flere filer relateret til De amerikanske jomfruøers nationalpark

18°20′17″N 64°44′00″V / 18.3381°N 64.7333°V